# Thomas Wernerson
Thomas Wernerson, né le 15 juin 1955 à Nässjö (Suède), est un footballeur suédois, évoluant au poste de gardien de but. Au cours de sa carrière, il évolue à l'Åtvidabergs FF et à l'IFK Göteborg ainsi qu'en équipe de Suède.
Wernerson est sélectionné à neuf reprises en équipe de Suède entre 1979 et 1985.

## Biographie

### En club
Avec le club de l'IFK Göteborg, il remporte deux Coupes de l'UEFA, quatre championnats de Suède, et enfin deux Coupes de Suède.
Il dispute un total de 14 matchs en Coupe d'Europe des clubs champions. Il atteint les demi-finales de cette compétition en 1986, en étant battu par le club espagnol du FC Barcelone.

### En équipe nationale
Thomas Wernerson reçoit 9 sélections en équipe de Suède entre 1979 et 1985.
Il joue son premier match en équipe nationale le 23 octobre 1979 contre le Luxembourg, et son dernier le 17 novembre 1985 contre l'équipe de Malte.

## Carrière de joueur
- 1975-1980 :  Åtvidabergs FF
- 1981-1987 :  IFK Göteborg

## Palmarès

### En équipe nationale
- 9 sélections et 0 but avec l'équipe de Suède entre 1979 et 1985

### Avec l'Åtvidabergs FF
- Finaliste de la coupe de Suède en 1979

### Avec l'IFK Göteborg
- Vainqueur de la coupe de l'UEFA en 1982 et 1987
- Vainqueur du championnat de Suède en 1982, 1983, 1984 et 1987
- Vainqueur de la coupe de Suède en 1982 et 1983